# Barrage de Jupiá
Le barrage de Jupiá est un barrage brésilien situé sur le Rio Paraná dans l'État de São Paulo. Il est situé au kilomètre 2.617 au départ de Buenos Aires, un peu en aval du confluent entre le Rio Paraná et le Rio Tietê.
Son lac de retenue recouvre l'ancien confluent du Rio Paraná et du Rio Tietê, dont il a ennoyé le secteur inférieur jusqu'au pied du barrage de Três Irmãos.
Il est équipé d'une écluse rattrapant la dénivellation de 22,5 mètres causée par le barrage. Les caractéristiques de l'écluse sont : 
- longueur : 210 mètres
- largeur : 17 mètres
- profondeur : 5,0 mètres
- un seul bassin
- temps de transit : 10 minutes
- capacité annuelle : 17 millions de tonnes de fret